# Orthogoneptus caudifer
Orthogoneptus caudifer är en mångfotingart som beskrevs av Chamberlin 1941. Orthogoneptus caudifer ingår i släktet Orthogoneptus och familjen Spirostreptidae. Inga underarter finns listade i Catalogue of Life.